# Vengaboys
Vengaboys («Ве́нгабо́йз») — голландская музыкальная группа.

## История
Группа возникла как дуэт голландских диджеев Дански и Дельмундо. Назвавшись Vengaboys, они с 1992 по 1996 год выступали под этим именем вдвоём, уже тогда записав ряд треков, пользовавшихся определённым успехом на андеграундной клубной сцене.
Летом 1996 года к ребятам присоединились четверо певцов и танцоров: Ким, Робин, Рой и Дениза. Потом Дански c Дельмундо останутся работать в студии, и именно эта четвёрка будет гастролировать под вывеской Vengaboys по Европе.
В 1997 году группа выпустила сингл «Parada de tettas», добившись с ним определённого успеха у себя на родине. Следующий, «To Brazil!», вышел в конце года и также стал хитом в Нидерландах.
В конце февраля 1998 года группа выпустила песню «Up and Down», которой будет суждено стать международным хитом. Пока же она дошла до первой пятёрки в Нидерландах.
В апреле 1998 года в нидерландском хит-параде дебютировал первый альбом группы, озаглавленный Up & Down – The Party Album. Альбом включал ещё один будущий хит, «We Like to Party! (The Vengabus)». Вышедшая вскоре отдельным синглом, эта песня к концу июня достигла у себя на родине рекордного на тот момент для группы 2-го места.
В том же году у группы выходит хит «Boom, Boom, Boom, Boom!!». Позже вместе с «We’re Going to Ibiza» этот трек войдёт в расширенную версию первого альбома, озаглавленную просто The Party Album. (Именно эта версия альбома получит международную дистрибуцию и станет золотой и платиновой во многих странах мира, включая Швецию, Испанию, Францию, Великобританию, США, Канаду, Австралию и Новую Зеландию.)
Второй альбом группы, The Platinum Album (2000), будет включать хиты «Kiss When the Sun Don’t Shine», «Shalala Lala» и «Uncle John from Jamaica».
В 2001 году у группы выходит сингл «Forever as One», который надолго станет последним — беременная Дениза уйдёт, чтобы посвятить себя уходу за ребёнком, и группа надолго покинет сцену.
В 2006 году группа возвращается к концертной деятельности и отправляется в тур по Европе. В новом составе уже нет одного участника оригинального состава — Роя, которого заменил Донни Латупейрисса.
В 2010 году у группы выходит первый с 2001 года новый сингл, «Rocket to Uranus».
В 2012 году Vengaboys начали исполнять кавер на песню T-Spoon «Sex On The Beach» на своих живых выступлениях. В январе 2013 года группа впервые исполнила «Hot, Hot, Hot», кавер на хит 1983 года, изначально написанный «Arrow», во время национального турне по Австралии. Песня была выпущена в июле 2013 года как сингл, содержащий 13 ремиксов. Примерно в это же время Ким Сасабоне забеременела. Группа продолжала поддерживать плотный гастрольный график, большинство концертов проходило в Европе и Австралии.

### 2014–2015: АльбомX-mas Party
В январе 2014 года Робин Порс сказал в интервью в Дубае, что группа намерена продолжить гастроли по Европе и что они работают над будущими шоу на Ближнем Востоке и в Индии, а также исполняют свои лучшие хиты, включая свой последний сингл "Hot, Hot, Hot". В мае 2014 года был выпущен новый ремикс на их сингл "To Brazil" под названием "2 Brazil". В ноябре 2014 года был выпущен новый альбом под названием The X-mas Party Album, включающий все хиты Vengaboys с рождественским звучанием.

### 2015–2017: тур по Австралии и Новой Зеландии
В 2016 году группа гастролировала по Австралии и Новой Зеландии.

### 2020–2021: Кавер-версии и ремиксы
Летом 2020 года группа выпустила фестивальную версию своего всемирного хита «Up & Down» с австралийским ди-джеем и продюсером Тимми Трумпетом.
В сентябре 2021 года группа выпустила кавер-версию "1999", хита Charli XCX из топ-20 Великобритании с Троем Сиваном, которая была переименована в "1999 (I Wanna Go Back)".
20 сентября 2021 года Vengaboys также организовали первое живое выступление с начала пандемии COVID-19, приняв участие в канадском туре 90-х Nostalgia: Electric Circus с участием музыки Eurodance.

## Дискография
Подробнее см. в статье «Vengaboys discography» в англ. разделе.
Альбомы
- Up & Down – The Party Album[англ.] (1998)
- Greatest Hits! Part 1 (1998)
- The Party Album[англ.] (1999)
- The Remix Album (2000)
- The Platinum Album[англ.] (2000)
- Greatest Hits / The Best of Vengaboys (2009)
- Xmas Party Album[англ.] (2014)

Cинглы
- Parada de Tettas (1997)
- To Brazil! (1997)
- Up & Down (1998)
- We Like to Party (The Vengabus) 1998
- Boom, Boom, Boom, Boom (1999)
- We're Going to Ibiza! (1999)
- "Kiss (When the Sun Don't Shine) 1999
- Megamix (Промо-сингл) 1999
- Shalala Lala (2000)
- Uncle John from Jamaica (2000)
- Cheekah Bow Bow (That Computer Song) 2000
- Forever as One (2001)
- Rocket to Uranus (2010)
- Hot, Hot, Hot (2013)
- 2 Brazil! (2014)
- Where Did My Xmas Tree Go (2014)
- Supergeil (с участием Coen and Sander) 2016
- The Sign (с участием R.I.O.) 2017
- Up & Down (с участием Timmy Trumpet) 2020
- 1999 (I Wanna Go Back) 2021
- Unplugged #1's (2 трека) 2019